# Camboya en los Juegos Olímpicos de Melbourne 1956
Camboya estuvo representada en los Juegos Olímpicos de Melbourne 1956 por dos deportistas masculinos que compitieron en hípica.
El equipo olímpico camboyano no obtuvo ninguna medalla en estos Juegos.